# Miagrammopes biroi
Miagrammopes biroi es una especie de araña araneomorfa del género Miagrammopes, familia Uloboridae. Fue descrita científicamente por Kulczynski en 1908.
Habita en Nueva Guinea.